# Finale della Coppa delle Coppe 1970-1971
La finale dell'11ª edizione della Coppa delle Coppe UEFA fu ricordata per essere stata la terza a terminare in parità e fu necessaria la ripetizione per assegnare il trofeo al vincitore. La prima gara si disputò il 19 maggio 1971 allo Stadio Geōrgios Karaiskakīs del Pireo tra Chelsea e Real Madrid. All'incontro hanno assistito circa 42 000 spettatori. La partita, arbitrata dallo svizzero Rudolf Scheurer, finì 1-1 dopo i supplementari e fu necessario il replay della gara, poiché all'epoca non erano previsti i tiri di rigore per la finale.
La seconda gara si disputò dopo due giorni, il 21 maggio, nello stesso stadio e fu designato nuovamente l'arbitro svizzero Scheurer. All'incontro assistettero circa 20 000 spettatori e la partita terminò 2-1 per i londinesi.

## Il cammino verso la finale
Il Chelsea di Dave Sexton esordì contro i greci dell'Arīs Salonicco battendoli col risultato complessivo di 6-2. Agli ottavi di finale i bulgari del CSKA Sofia persero sia all'andata che al ritorno col risultato di 1-0. Ai quarti i Blues affrontarono i belgi del Club Bruges, perdendo 2-0 all'andata e vincendo col medesimo risultato la partita di ritorno, che fu protratto ai supplementari e vide trionfare il Chelsea con le reti nel finale di Peter Osgood e Tommy Baldwin. In semifinale i connazionali del Manchester City furono battuti nel derby sia all'andata che al ritorno col risultato minimo di 1-0.
Il Real Madrid di Miguel Muñoz iniziò il cammino europeo contro i modesti maltesi dell'Hibernians pareggiando in trasferta 0-0 e vincendo 5-0 al Santiago Bernabéu. Agli ottavi gli austriaci del Wacker Innsbruck vinsero a Madrid 1-0, ma furono rimontati in Austria 2-0. Ai quarti di finale i Blancos affrontarono i gallesi del Cardiff City, perdendo in trasferta 1-0 e vincendo 2-0 in Spagna. In semifinale gli olandesi del PSV furono i primi avversari di spessore fin lì incontrati e furono eliminati in virtù dello 0-0 ad Eindhoven e del 2-1 di Madrid.

## Le partite
Ad Atene, precisamente Il Pireo, va in scena la finale tra il Chelsea, che aveva eliminato i campioni in carica del Manchester City, e il Real Madrid alla ricerca del settimo trofeo europeo. Terminato il primo tempo a reti inviolate, dopo dieci minuti della seconda frazione di gioco il Chelsea passa in vantaggio con un bel tiro rasoterra di Osgood. I madrileni si spingono in avanti e cercano con forza il pareggio, che arriva a 30 secondi dal fischio finale con Zoco che sfrutta una mischia in area. I trenta minuti successivi non sanciscono il vincitore ed è necessaria la ripetizione della gara poiché all'epoca non esistevano i tiri di rigore.
Le squadre si ritrovano di fronte 48 ore dopo la finale terminata in parità. Stavolta il Chelsea passa in vantaggio già nel primo tempo, con John Dempsey che tira forte dalla distanza sugli sviluppi di un calcio d'angolo. Poco prima dell'intervallo arriva anche il raddoppio dei Blues, ancora con Osgood. Le Merengues recriminano per un calcio di rigore non concesso e nel secondo tempo riescono anche ad accorciare le distanze con Sebastián Fleitas. Il risultato non cambia e il Chelsea diventa la terza squadra di Londra a vincere la Coppa delle Coppe, nonché la seconda squadra inglese consecutiva.

## Tabellini

### Finale
| Arbitro: | Rudolf Scheurer |

|            |           |          |
| Osgood 56’ | Marcatori | 90’ Zoco |

| Chelsea | Real Madrid |

|               |    |                |  |     |
|               |    |                |  |     |
| P             | 1  | Peter Bonetti  |  |     |
| D             | 2  | John Boyle     |  |     |
| D             | 3  | Ron Harris     |  |     |
| C             | 4  | John Hollins   |  | 91’ |
| D             | 5  | John Dempsey   |  |     |
| D             | 6  | David Webb     |  |     |
| C             | 7  | Keith Weller   |  |     |
| C             | 8  | Alan Hudson    |  |     |
| A             | 9  | Peter Osgood   |  | 86’ |
| C             | 10 | Charlie Cooke  |  |     |
| C             | 11 | Peter Houseman |  |     |
| Sostituzioni: |    |                |  |     |
| D             | 12 | Paddy Mulligan |  | 91’ |
| A             | 13 | Tommy Baldwin  |  | 86’ |
| Allenatore:   |    |                |  |     |
| Dave Sexton   |    |                |  |     |

|               |    |                     |  |     |
|               |    |                     |  |     |
| P             | 1  | Jose Luis Borja     |  |     |
| D             | 2  | José Luis           |  |     |
| D             | 3  | Gregorio Benito     |  |     |
| D             | 4  | Ignacio Zoco        |  |     |
| C             | 5  | Pirri               |  |     |
| D             | 6  | Fernando Zunzunegui |  |     |
| C             | 7  | Ramón Grosso        |  |     |
| C             | 8  | Manuel Velázquez    |  |     |
| C             | 9  | Miguel Pérez        |  | 65’ |
| A             | 10 | Amancio Amaro       |  |     |
| A             | 11 | Francisco Gento     |  | 70’ |
| Sostituzioni: |    |                     |  |     |
| C             | 12 | Sebastián Fleitas   |  | 65’ |
| A             | 13 | Toni Grande         |  | 70’ |
| Allenatore:   |    |                     |  |     |
| Miguel Muñoz  |    |                     |  |     |

### Finale (ripetizione)
| Arbitro: | Rudolf Scheurer |

|                        |           |             |
| Dempsey 33’ Osgood 39’ | Marcatori | 75’ Fleitas |

|               |    |                 |  |     |
|               |    |                 |  |     |
| P             | 1  | Peter Bonetti   |  |     |
| D             | 2  | John Boyle      |  |     |
| D             | 3  | Ron Harris      |  |     |
| C             | 4  | Charlie Cooke   |  |     |
| D             | 5  | John Dempsey    |  |     |
| D             | 6  | David Webb      |  |     |
| C             | 7  | Keith Weller    |  |     |
| A             | 8  | Tommy Baldwin   |  |     |
| A             | 9  | Peter Osgood    |  | 73’ |
| C             | 10 | Alan Hudson     |  |     |
| C             | 11 | Peter Houseman  |  |     |
| Sostituzioni: |    |                 |  |     |
| D             | 12 | Paddy Mulligan  |  |     |
| A             | 15 | Derek Smethurst |  | 73’ |
| Allenatore:   |    |                 |  |     |
| Dave Sexton   |    |                 |  |     |

|               |    |                     |  |     |
|               |    |                     |  |     |
| P             | 1  | Jose Luis Borja     |  |     |
| D             | 2  | José Luis           |  |     |
| D             | 3  | Fernando Zunzunegui |  |     |
| C             | 4  | Pirri               |  |     |
| D             | 5  | Gregorio Benito     |  |     |
| D             | 6  | Ignacio Zoco        |  |     |
| A             | 7  | Sebastián Fleitas   |  |     |
| A             | 8  | Amancio Amaro       |  |     |
| C             | 9  | Ramón Grosso        |  |     |
| C             | 10 | Manuel Velázquez    |  | 75’ |
| C             | 11 | Manuel Bueno        |  | 60’ |
| Sostituzioni: |    |                     |  |     |
| C             | 16 | Francisco Gento     |  | 75’ |
| A             | 15 | Toni Grande         |  | 60’ |
| Allenatore:   |    |                     |  |     |
| Miguel Muñoz  |    |                     |  |     |